# Reza Kianian
 (avril 2025).
La mise en forme du texte ne suit pas les recommandations de Wikipédia : il faut le « wikifier ».
Les points d'amélioration suivants sont les cas les plus fréquents. Le détail des points à revoir est peut-être précisé sur la page de discussion.
- Les titres sont pré-formatés par le logiciel. Ils ne sont ni en capitales, ni en gras.
- Le texte ne doit pas être écrit en capitales (les noms de famille non plus), ni en gras, ni en italique, ni en « petit »…
- Le gras n'est utilisé que pour surligner le titre de l'article dans l'introduction, une seule fois.
- L'italique est rarement utilisé : mots en langue étrangère, titres d'œuvres, noms de bateaux, etc.
- Les citations ne sont pas en italique mais en corps de texte normal. Elles sont entourées par des guillemets français : « et ».
- Les listes à puces sont à éviter, des paragraphes rédigés étant largement préférés. Les tableaux sont à réserver à la présentation de données structurées (résultats, etc.).
- Les appels de note de bas de page (petits chiffres en exposant, introduits par l'outil «  Source ») sont à placer entre la fin de phrase et le point final[comme ça].
- Les liens internes (vers d'autres articles de Wikipédia) sont à choisir avec parcimonie. Créez des liens vers des articles approfondissant le sujet. Les termes génériques sans rapport avec le sujet sont à éviter, ainsi que les répétitions de liens vers un même terme.
- Les liens externes sont à placer uniquement dans une section « Liens externes », à la fin de l'article. Ces liens sont à choisir avec parcimonie suivant les règles définies. Si un lien sert de source à l'article, son insertion dans le texte est à faire par les notes de bas de page.
- La présentation des références doit suivre les conventions bibliographiques. Il est recommandé d'utiliser les modèles {{Ouvrage}}, {{Chapitre}}, {{Article}}, {{Lien web}} et/ou {{Bibliographie}}. Le mode d'édition visuel peut mettre en forme automatiquement les références.
- Insérer une infobox (cadre d'informations à droite) n'est pas obligatoire pour parachever la mise en page.

Pour une aide détaillée, merci de consulter Aide:Wikification.
Si vous pensez que ces points ont été résolus, vous pouvez retirer ce bandeau et améliorer la mise en forme d'un autre article.
Reza Kianian (en persan : رضا کیانیان), né le 19 juin 1951 à Téhéran en Iran, est un acteur iranien.

## Biographie
Né le 19 juin 1951, Reza Kianian est le deuxième enfant d'une famille de neuf personnes. Il a 4 frères et 2 sœurs. À un an, sa famille déménage à Kianian Mashhad. Son premier professeur fut son frère aîné, Davood. En 1965, Davood dirige Reza dans son premier rôle dans une pièce de théâtre intitulée Az Paa Nayoftadeha, écrit par Gholam Hossein Saedi. Il a continué à travailler avec le théâtre de la troupe de Davood pendant trois ans lorsqu'il est retourné à Téhéran pour étudier les Beaux-Arts à l'université de Téhéran, où il a obtenu son diplôme en 1976. Reza Kianian a épousé sa femme, Hayedeh, le 21 mars lors du Nouvel an perse en 1983.

## Carrière d'acteur

### Au cinéma
Reza Kianian a joué dans plus de 40 films. Il a remporté le Simorgh de cristal (ou Crystal Phoenix Persian) de meilleur second rôle pour sa prestation dans L'Agence de verre et le Simorgh de cristal du meilleur acteur pour son rôle dans Une maison sur l'eau au festival du film de Fajr.
Son travail pour le film Niloofar-e Abi (Le Lotus) lui a valu un prix de l'industrie au 17e festival international du film de Fajr en 1998.
En avril 2016, il est nommé ambassadeur du festival du film Green Film Festival.

### Au théâtre
Reza Kianian a commencé sa carrière d'acteur dans le théâtre. Il a débuté en 1965, quand il avait seulement 15 ans. Plus tard, il eut des rôles dans des interprétations de pièces de théâtre telles que Antigone, Petty Bourgeois, Figures Simon Masha, Mariage du Mississippi... En avril 2010, après une interruption de six ans, Kianian retourne sur les planches sous la direction d'Atila Pesyani dans le professeur Bvbvs.

### À la télévision
Reza Kianian a joué dans plusieurs séries télévisées. Mais le rôle le plus remarqué est surement lorsqu'il interprète le personnage de Jamshid dans Shelike Nahayi (The Final Shot) dirigé par Mohsen Shahmohammadi, où le "Jamshid style" est devenu populaire parmi les jeunes iraniens.
Dans The English Bag et The Rebel Years, il interprète un vieil ecclésiastique et un juge. Deux rôles qui sont considérés comme les plus controversés à ce jour.

### Auteur et peintre
En plus d'être un acteur, Reza Kianian est également peintre, sculpteur, auteur et scénographe. Il a écrit plus de 9 ouvrages publiés en Iran.
Les photos et peintures de Kianian ont fait l'objet de deux expositions en 2008 et 2010, et plus de cinq expositions de groupe. En 2007, il a également exposé ses sculptures lors d'une exposition qui lui était consacrée.
En 2012, Reza Kianian est le commissaire-priseur pour la première vente aux enchères de la société Christie à Téhéran, Téhéran Auction. La vente aux enchères a été un événement à guichets fermés, faisant plus de 1 million de dollars.

## Prix et récompenses
- Simorgh de cristal du meilleur acteur au 16e festival du film de Fajr
- Simorgh de cristal du meilleur acteur au 20e festival du film de Fajr
- Golden Statue House of Cinema Festival
- Prix du jury Award au festival international du film de Kerala
- Designé un des cinq des plus importants acteurs du cinéma iranien par le Film Monthly Magazine.

## Filmographie sélective

### Cinéma
- 1997 : Soltan : Kaveh
- 1998 : L'Agence de verre
- 2000 : Smell of Camphor, Fragrance of Jasmine
- 2001 : Tuer les chiens enragés
- 2001 : Farshe Bad
- 2001 : A House Built on Water
- 2003 : Baghe Ferdous
- 2005 : Yek Bus-e Ku'chu'lu
- 2006 : Kārgarān mashghul-e kārand
- 2008 : Hamishe Paye Yek Zan Dar Miyan Ast
- 2010 : La Route de la soie maritime
- 2011 : A Cube of Sugar

### Télévision
- 1994 : Apartment
- 1996 : Shelike Nahayi
- 2000 : The English Bag
- 2002 : Doran-e Sarkeshi
- 2007 : Yek Mosht Pare Oghab
- 2007-2008 : Yek Mosht Par-e Oghab
- 2002-2008 : Roozgar-e Gharib
- 2004-2008 : Mokhtarnameh
- 2010 : Mokhtarnameh
- 2012 : Ghalb-e Yakhi
- 2012 : Rahe Toolani
- 2013 : Kolah Pahlavi
- 2014 : Puzzle

## Livres
- Sevoomin Sarneveshte Davoud (Davoud's Third Destiny)
- Bazigari (Acting)
- Tahlil-e Bazigari (Analyzing Acting)
- Sho'bade-ye Bazgari (Magic of Acting)
- Bazigari Dar Ghab (Acting in Frame)
- Naser o Fardin (Naser and Fardin)
- Aks haye Tanhaee (Images of Loneliness)
- In Mardom-e Nazanin (These Lovely People)[réf. nécessaire]
- Ghaar-e Sevom (The Third Cave)